# Marco Gómez Maseda
Marco Gómez Maseda, conocido como "Maseda" (Castellón, 3 de junio de 1977) es un artista correspondiente al movimiento del arte urbano contemporáneo. Es conocido por sus exhibiciones y pinturas en directo en ciudades como Nueva York, Dubái o Madrid. Ha expuesto sus obras en el World Art Dubai, Gala MTV & Paramount o la galería Art Lab de Chris Bouwer entre otros.

## Carrera artística
Desde sus inicios en Castellón hasta alcanzar el reconocimiento actual, la carrera de Maseda ha sido una jornada de exploración y afirmación artística. Ha conectado con un público diverso gracias a su participación en eventos y performances en vivo para MTV y Paramount en Nueva York, así como en Art World Dubai. Además, su obra ha sido destacada en importantes plazas como la de toros de las Ventas en Madrid y ha colaborado con plataformas como Prime Video.

## Estilo y técnicas
Maseda se identifica con la nueva figuración, incorporando elementos urbanos en sus obras. Su estilo se caracteriza por el uso predominante del blanco y negro, salpicado por toques de rosa flúor, creando un estilo muy identificativo. Se enfoca en retratos con una carga expresiva profunda. Sus personajes, actúan como un alter ego del artista, permitiendo una conexión emocional directa con el espectador.

## Reconocimientos
La obra de Maseda es reconocida por su originalidad y profundidad emocional, como lo atestiguan medios de renombre como Forbes, Vanity Fair y Vogue, destacándolo como uno de los artistas más cotizados del arte urbano.
Ha trabajado para Vandalist Art, obteniendo el premio al mejor stand del World Art Dubai dos años consecutivos (2019 y 2020).

## Exposiciones destacadas
Madrid Cow Gallery - Participación en la exposición que transforma las calles de Madrid en un museo al aire libre, septiembre de 2024.
La Fuerza de la Transformación de Eneaverso - Participación en la segunda edición de la exposición y tercera de la revista, mayo de 2024.
Salón de Arte Moderno - Semana del arte Madrid 6-10 de marzo de 2024 
Salón de Arte Moderno - Semana del arte Madrid 22-26 de febrero de 2023
Gala benéfica TWB (The Whitebook Andorra) Awards Andorra, subasta benéfica consiguiendo vender en subasta un cuadro sobre Marilyn Monroe por 20.000€ - 15 de junio de 2023
XIII edición de la Gala Starlite Festival Porcelanosa 2022 celebrada en Marbella - Subasta benéfica consiguiendo vender en subasta un cuadro sobre Antonio Banderas por 40.000€.
Palacio de Liria, verano 2022.
Las Ventas del 13 al 20 de mayo de 2020 - Exposición taurina en la Sala Antoñete.
Prime Video - Maseda graba junto a Amazon Prime un documental sobre la figura de Ángel Nieto: Cuatro vidas.
Hotel Umusic Madrid - Maseda crea obra exclusiva para el hotel y hace una edición limitada de reproducciones para cada una de las habitaciones.
Gala MTV & Paramount - One Night Only en la Catedral de San Juan el Divino, New York, Maseda finalizó la obra “Don Vito” ante la mirada de los invitados que asistieron al evento previo a la celebración de los míticos MTV Video Music Awards. Agosto de 2022.
World Art Dubai - 2019 y 2020 de la mano de la firma Vandalist Art.

## Colecciones
Las obras de Marco Gómez Maseda se encuentran en colecciones privadas, como la de Cris Bouwer o la del joven multimillonario Maximilian White, comprando 5 obras del artista castellonense.